# NGC 3391
NGC 3391 (również PGC 32347 lub UGC 5920) – galaktyka spiralna (Sc), znajdująca się w gwiazdozbiorze Lwa. Odkrył ją Albert Marth 1 kwietnia 1864 roku.